# Huliyal, Aurad
Huliyal là một làng thuộc tehsil Aurad, huyện Bidar, bang Karnataka, Ấn Độ.